# Ingeborg Bergius
Ingeborg Gunilla Elisabet Bergius, född 28 april 1923 i Stockholm, död 14 april 2002 i Danderyd, var en svensk balettdansös.

## Filmografi (urval)
- 1949 – Törst
- 1952 – Eldfågeln

## Teater

### Roller (ej komplett)
| År   | Roll         | Produktion                                                                    | Regi                     | Teater        |
| ---- | ------------ | ----------------------------------------------------------------------------- | ------------------------ | ------------- |
| 1947 | Teresa       | Don Quijote Léon Minkus                                                       | Marius Petipa koreografi | Oscarsteatern |
| 1950 | En mannekäng | Rose Marie Rudolf Friml, Herbert Stothart, Otto Harbach och Oscar Hammerstein | Sven Aage Larsen         | Oscarsteatern |
| 1953 | Mimi         | Änglar på Broadway Frank Loesser, Joe Swerling och Abe Burrows                | Sven Aage Larsen         | Oscarsteatern |